# Курбатово (Казачинский район)
Курба́тово — село в Казачинском районе Красноярского края. Входит в состав Казачинского сельсовета.

## География
Село находится на левом берегу реки Енисей, при автодороге 04К-044. Абсолютная высота — 93 м над уровнем моря.
Климат
Климат характеризуется как резко континентальный, с продолжительной морозной зимой и коротким тёплым летом. Среднегодовая температура воздуха составляет −1,9°С. Средняя температура воздуха самого тёплого месяца (июля) составляет 20 °C (абсолютный максимум — 37 °C); самого холодного (января) — −18 °C (абсолютный минимум — −59 °C). Среднегодовое количество атмосферных осадков составляет 501 мм.

## История
Основано в 1681 году. В 1926 году в деревне Курбатова (Башкиры) имелось 53 хозяйства и проживало 268 человек (137 мужчин и 131 женщина). В национальном составе населения того периода преобладали русские. В административном отношении являлась центром Курбатовского сельсовета Казачинского района Красноярского округа Сибирского края.

## Население
| 2010 |
| ---- |
| 77   |

Половой состав
По данным Всероссийской переписи населения 2010 года, в гендерной структуре населения мужчины составляли 48,1 %, женщины — соответственно 51,9 %.
Национальный состав
Согласно результатам переписи 2002 года, в национальной структуре населения русские составляли 85 % из 128 чел.